# Anode
L'anode d'un appareil passif parcouru par un courant continu est l'électrode où, en sens conventionnel, entre le courant (en courant électronique, l'électrode d'où sortent les électrons). Par exemple, pour une diode, c'est l'électrode reliée au pôle positif du générateur ; pour une pile électrique faisant office de générateur, c'est l'électrode négative.
Dans une électrolyse active en chimie, avec fourniture d'énergie électrique, l'anode est par définition là où sont contraints (par le champ électrique) de se diriger les ions négatifs ou anions.

## En chimie

Principe de fonctionnement d'une anode de zinc dans une pile électrique.

L'anode est l'électrode où a lieu une réaction électrochimique d'oxydation (perte d'électrons) par opposition à la cathode où se produit une réaction électrochimique de réduction (gain d'électrons).
- Il peut s'agir du pôle négatif (-) dans une pile électrique (élément actif) qui débite.
- En revanche, dans le cas d'un électrolyseur (élément passif), l'anode est reliée au pôle positif du générateur extérieur. C'est donc le pôle positif (+) de l'électrolyseur.
- Dans un accumulateur, ces rôles s'inversent selon que l'appareil débite (actif) ou se charge (passif). Lorsque l'accumulateur est en décharge, l'électrode négative fonctionne en anode et la positive en cathode. Lorsque l'accumulateur est en charge, l'électrode négative fonctionne en cathode et la positive en anode.

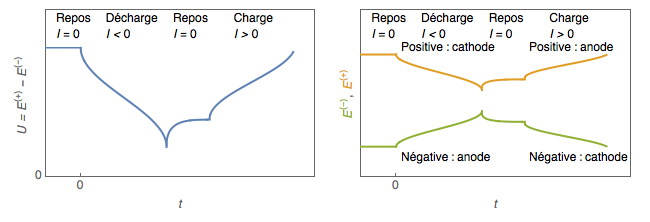
Décharge/charge d'un accumulateur, positive et négative vs. anode et cathode.

- Dans le cas de la production de l'aluminium par électrolyse, une anode est également appelée ensemble anodique[2].
- Il peut également s'agir d'un dispositif protégeant contre  la corrosion une structure métallique en contact avec un fluide en mouvement (coque de navire, canalisation enterrée, ...) : protection cathodique et anode sacrificielle.

## En physique et en électronique

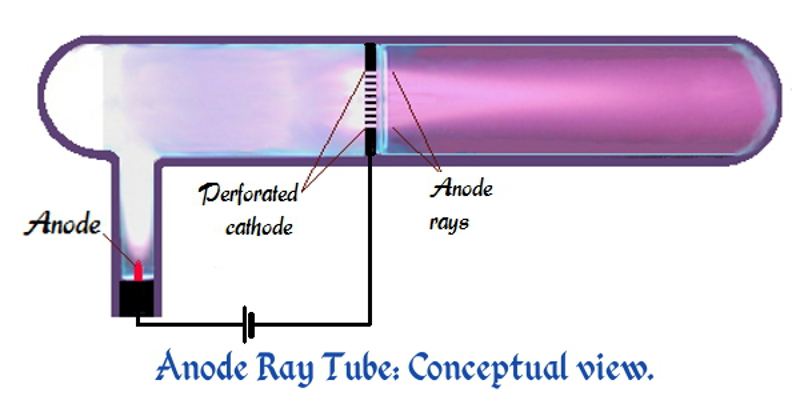
Schéma d'une lampe à décharge montrant les rayons anodiques passant à travers la cathode perforée.

Dans une lampe à décharge, les ions positifs ou cations, issus de l'ionisation par la décharge des atomes du gaz, vont de l'anode vers la cathode. Si cette dernière est ajourée, ils peuvent passer outre sous la forme de rayons canaux semblant provenir de l'anode, d'où le nom qui leur est également donné de rayons anodiques.

## Étymologie
Ce terme fut créé en 1834 à partir du grec ἄνοδος (anodos c-à-d ascension, voie (odos) vers le haut (préfixe ana-)) par William Whewell à qui Michael Faraday avait demandé quelques nouveaux noms nécessaires pour publier l'un de ses travaux sur l'électrolyse, processus récemment découvert. Dans cette publication,, Faraday explique que lorsqu'une cellule électrolytique est orientée pour que le courant électrique traverse le « corps qui se décompose » (électrolyte) de l'est vers l'ouest, ou, pour soulager la mémoire, de la façon dont le soleil semble se déplacer, l'anode est celle par laquelle le courant entre dans l'électrolyte, du côté est : « ano vers le haut, odos un chemin ; la façon dont le soleil se lève ».
L'utilisation de l'est pour décrire le chemin entrant (plus précisément qui entre → est → le soleil qui se lève → vers le haut) peut sembler artificiel. Auparavant, Faraday avait utilisé le mot « eisode », plus transparent (la porte par laquelle le courant entre). Il choisit d'utiliser « l'électrode de l'est » (d'autres candidations : « eastode », « oriode », « anatolode ») pour immuniser sa définition contre un éventuel changement ultérieur du sens conventionnel du courant électrique, dont la nature exacte n'était pas connue à l'époque. La référence qu'il utilisait était donc la direction du champ magnétique terrestre qu'on tenait pour immuable à l'époque.

## Types d'anodes de protection

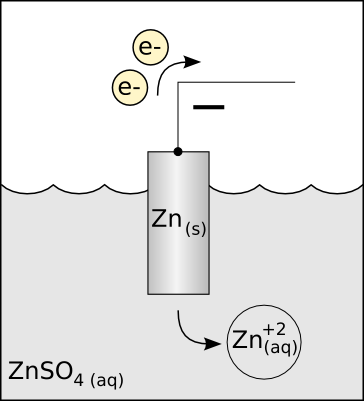
Schéma d'anode en zinc.

### Anode sacrificielle
L'anode sacrificielle est un élément clé de la protection cathodique, utilisée pour protéger les structures métalliques contre la corrosion. Cette méthode repose sur l'utilisation d'un métal (comme le zinc, le magnésium ou l'aluminium) qui est plus réactif électrochimiquement que le métal de la structure à protéger. L'anode sacrificielle est connectée électriquement à la structure cible et placée dans le même environnement corrosif. En raison de sa réactivité supérieure, l'anode se corrode préférentiellement, préservant ainsi la structure métallique ciblée. Ce principe a été historiquement appliqué pour la première fois par Humphry Davy en 1824 pour protéger les coques des navires et reste largement utilisé dans les applications maritimes, ainsi que pour les chauffe-eau résidentiels et les pipelines.
La protection offerte par les anodes sacrificielles est limitée dans le temps, car l'anode se dissout progressivement dans l'environnement corrosif. Une fois entièrement consommée, l'anode doit être remplacée pour continuer à offrir une protection contre la corrosion.

### Anode à courant imposé
L'anode à courant imposé représente une autre stratégie de protection cathodique. Contrairement à l'anode sacrificielle, elle n'est pas consommée au cours du processus de protection. Ce système utilise des anodes fabriquées à partir de matériaux durables comme le titane, recouverts d'oxydes métalliques mixtes, et nécessite une source de courant continu externe. Le courant appliqué protège la structure en créant un champ électrique qui prévient la réaction de corrosion sur le métal cible.
Les anodes à courant imposé sont adaptées pour la protection de structures de grande envergure ou complexes, telles que les pipelines, les réservoirs de stockage, les infrastructures maritimes et les chauffe-eau de grande capacité. Leur avantage réside dans la durabilité et la capacité à fournir une protection continue sans nécessiter de remplacement fréquent, contrairement aux anodes sacrificielles. Toutefois, ce système nécessite une source d'alimentation et une maintenance régulière pour assurer son efficacité à long terme.